# 千垣トンネル
千垣トンネル（ちがきトンネル）は、富山県中新川郡立山町千垣にある富山県道6号富山立山公園線のトンネル。現在のトンネルは2代目である。

## 初代トンネル
- 延長：約120 m[1]
- 幅員：5.5 m[1]
- 全高：4.5 m[2]
- 竣工：1965年（昭和40年）7月[2]

立山観光道路計画の一環として建設された。旧トンネルは道幅が狭く大型観光バスのすれ違いが困難な上、下流側出入り口が急カーブとなっていて、交通危険箇所となっていた。
1996年（平成8年）時点でトンネルに亀裂が入ったため、落石防止網が設置された。

## 2代目（現行）トンネル
- 延長：272 m[3]
- 幅員：11.75 m（車道、歩道、管理道路の合計）[3]
- 着工：1993年（平成5年）11月4日[1]
- 竣工：1998年（平成10年）4月21日[3]

現在のトンネルは初代トンネルを迂回するバイパス（600m）道路の一部として建設された。同トンネル完成により、旧トンネル時代の交通困難は解消された。